# Transiente (elettronica)
Nell'ambito elettronico un transiente è un impulso ad alta energia concentrato in un intervallo di tempo che oscilla tra i microsecondi e i nanosecondi che porta all'instabilità e alla compromissione del componente elettronico colpito. I transienti sono molto pericolosi e devono essere contenuti mediante sistemi di protezione (ad esempio scaricatori) solitamente situati all'interno dei blocchi di condizionamento di uno schema elettronico per misurazione. 
I transienti in generale sono di quattro tipi:
1. Burst: serie ad alta frequenza di impulsi elettromagnetici causati dall'apertura di carichi induttivi (durata: nanosecondi);
2. Surge: causati da fulmini, anche generati a decine di chilometri di distanza (durata: nanosecondi);
3. ESD (Electrostatic Discharge): scariche elettrostatiche ad alta intensità dovute all'intenso accumulo di carica tra due corpi conduttori (durata: microsecondi);
4. EMP (Electromagnetic Pulse): impulsi elettromagnetici finalizzati a disturbare e rompere apparecchi elettronici in quota. Possono essere  causati anche da esplosioni di ordigni nucleari.